# 田禹治 (電影)
《田禹治》（：／ Jeon Woochi）是一部2009年上映的韓國英雄電影，取材於韓國古典小說《田禹治傳》。

## 改編
根據小說《田禹治傳》描述，朝鮮時代初期的松京（即開城）有位性子急躁的道術家兼儒生田禹治，到處行俠仗義，經常施展道術懲罰壞人，讓他們嚐盡苦頭。而花潭是田禹治的夥伴兼師父，但在電影裡是田禹治的對手，以壞人的角色登場。

## 劇情介紹
田禹治是一名道術高強但玩世不恭的年輕道士，有一天取得了一支能牽動天地萬物的笛子。一直在找尋笛子的花潭道士於是登門拜訪田禹治的師父，在一番爭奪後笛子分為兩半，兩人同意各保護一半。不久後花潭道士回來殺了田禹治的師父，取回笛子，並嫁禍給田禹治，但三名神仙將田禹治困入畫中時，田禹治卻抓走了笛子。500年後到了現代首爾，三名神仙因為遇上妖怪，決定放田禹治出來收妖。經過一番鬥法後，田禹治打贏了妖怪和花潭道士。

## 演員陣容
- 姜棟元 飾演 田禹治
- 金允錫 飾演 花潭
- 林秀晶 飾演 寡婦（朝鮮時代）/徐仁靜（現代）
- 柳海真 飾演 楚鈴兒
- 宋永彰 飾演 守門神之一/流浪漢（現代）/巫師（朝鮮時代）
- 朱鎮模 飾演 守門神之一/巫師（朝鮮時代）/巫師（現代）
- 金相浩 飾演 守門神之一/神父（現代）/巫師（朝鮮時代）
- 鮮善 飾演 兔妖女（朝鮮時代）/精神科醫生（現代）/兔妖女
- 孔正煥 飾演 精神科醫生助手/鼠妖
- 權泰元 飾演 王
- 白道斌 飾演
- 白潤植 飾演 天冠大師
- 廉晶雅 飾演 女演員
- 金孝珍 飾演 女演員
- 李龍女 飾演 花潭的病人，曾經是神婆
- 申英真 飾演 酒母
- 洪京妍 飾演 在現代上門找巫師問夫妻問題的大媽

## 相關
- 《田禹治》：2012年同名電視劇，同樣也是改編自《田禹治傳》，由車太鉉主演。

## 外部連結
- NAVER電影 （页面存档备份，存于）
- 韓國觀光公社（中文）